# Sauvigny-le-Bois
Cet article possède des paronymes, voir Savigny et Sauvigney.
Pour les articles homonymes, voir Sauvigny (homonymie).
Sauvigny-le-Bois est une commune française située dans le département de l'Yonne en région Bourgogne-Franche-Comté.

## Géographie
Le village est situé sur le penchant d'une colline, à 4 kilomètres d'Avallon. Il est traversé par la route ancienne d'Auxerre, la route d'Avallon à Tonnerre et la route d'Avallon à Aisy. Le paysage fait alterner bocages et bois.
La commune a une superficie de 1534 hectares et comporte de nombreux hameaux : 
- Bierry-Haut
- Bierry-Bas
- Etaules-le-Haut
- Faix
- Marre
- Montjalin
- Le Pont-de-Cerce
- Saint-Jean
- La Tuilerie
- Les Battées.

Ses habitants sont les Salviniens et Salviniennes.

### Climat
Pour des articles plus généraux, voir Climat de la Bourgogne-Franche-Comté et Climat de l'Yonne.
En 2010, le climat de la commune est de type climat océanique dégradé des plaines du Centre et du Nord, selon une étude du Centre national de la recherche scientifique s'appuyant sur une série de données couvrant la période 1971-2000. En 2020, Météo-France publie une typologie des climats de la France métropolitaine dans laquelle la commune est exposée à un climat océanique altéré et est dans la région climatique  Lorraine, plateau de Langres, Morvan, caractérisée par un hiver rude (1,5 °C), des vents modérés et des brouillards fréquents en automne et hiver. 
Pour la période 1971-2000, la température annuelle moyenne est de 10,6 °C, avec une amplitude thermique annuelle de 16,1 °C. Le cumul annuel moyen de précipitations est de 888 mm, avec 12,7 jours de précipitations en janvier et 8,5 jours en juillet. Pour la période 1991-2020, la température moyenne annuelle observée sur la station météorologique de Météo-France la plus proche, « St André », sur la commune de Saint-André-en-Terre-Plaine à 10 km à vol d'oiseau, est de 11,3 °C et le cumul annuel moyen de précipitations est de 849,9 mm. 
La température maximale relevée sur cette station est de 41,3 °C, atteinte le 24 juillet 2019 ; la température minimale est de −16 °C, atteinte le 20 décembre 2009,,. 
Les paramètres climatiques de la commune ont été estimés pour le milieu du siècle (2041-2070) selon différents scénarios d'émission de gaz à effet de serre à partir des nouvelles projections climatiques de référence DRIAS-2020. Ils sont consultables sur un site dédié publié par Météo-France en novembre 2022.

## Urbanisme

### Typologie
Au 1er janvier 2024, Sauvigny-le-Bois est catégorisée commune rurale à habitat dispersé, selon la nouvelle grille communale de densité à sept niveaux définie par l'Insee en 2022.
Elle est située hors unité urbaine. Par ailleurs la commune fait partie de l'aire d'attraction d'Avallon, dont elle est une commune de la couronne,. Cette aire, qui regroupe 74 communes, est catégorisée dans les aires de moins de 50 000 habitants,.

### Occupation des sols
L'occupation des sols de la commune, telle qu'elle ressort de la base de données européenne d’occupation biophysique des sols Corine Land Cover (CLC), est marquée par l'importance des territoires agricoles (85,1 % en 2018), en diminution par rapport à 1990 (87,3 %). La répartition détaillée en 2018 est la suivante : 
prairies (42,2 %), terres arables (40,6 %), forêts (10,3 %), zones urbanisées (2,5 %), zones agricoles hétérogènes (2,3 %), zones industrielles ou commerciales et réseaux de communication (2,2 %). L'évolution de l’occupation des sols de la commune et de ses infrastructures peut être observée sur les différentes représentations cartographiques du territoire : la carte de Cassini (XVIIIe siècle), la carte d'état-major (1820-1866) et les cartes ou photos aériennes de l'IGN pour la période actuelle (1950 à aujourd'hui).

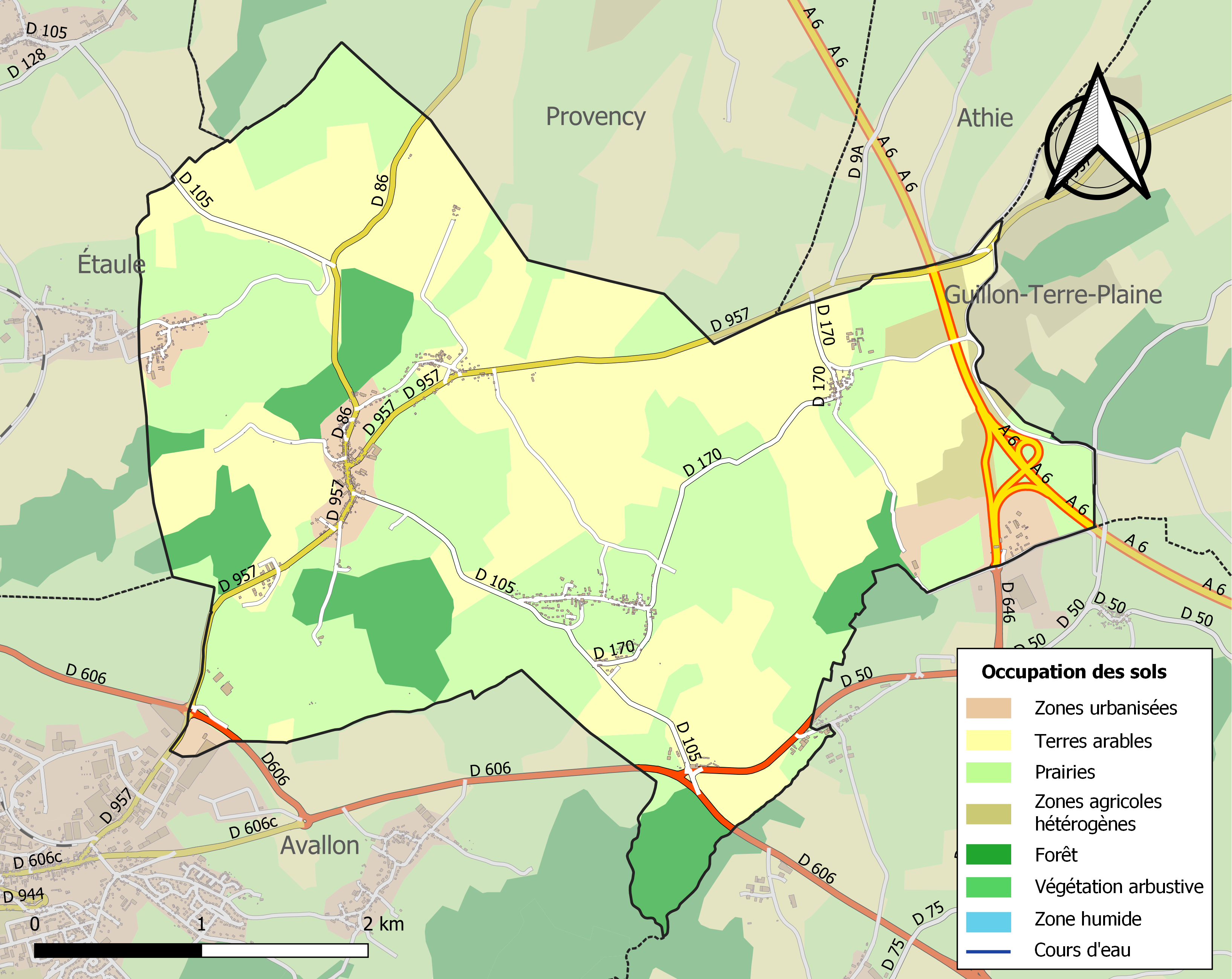
Carte des infrastructures et de l'occupation des sols de la commune en 2018 (CLC).

## Histoire
Vers 1450 et jusqu'à la date de sa mort en 1462, la seigneurie de Montjallin ou Montjalin, appartenait à Guy de Jaucourt, puis à ses descendants.

## Politique et administration
| Période    | Période  | Identité    | Étiquette         | Qualité                                                                  |
| ---------- | -------- | ----------- | ----------------- | ------------------------------------------------------------------------ |
| avant 1931 | ?        | Abel Jolly  | ?                 | Agriculteur, conseiller d'arrondissement du canton d'Avallon (1931-1937) |
|            |          |             |                   |                                                                          |
| 1989       | en cours | Didier Ides | DVG (proche EELV) | Agriculteur                                                              |

## Démographie
L'évolution du nombre d'habitants est connue à travers les recensements de la population effectués dans la commune depuis 1793. Pour les communes de moins de 10 000 habitants, une enquête de recensement portant sur toute la population est réalisée tous les cinq ans, les populations de référence des années intermédiaires étant quant à elles estimées par interpolation ou extrapolation. Pour la commune, le premier recensement exhaustif entrant dans le cadre du nouveau dispositif a été réalisé en 2005.

En 2022, la commune comptait 739 habitants, en évolution de +4,08 % par rapport à 2016 (Yonne : −1,95 %, France hors Mayotte : +2,11 %).
| 1793 | 1800 | 1806 | 1821 | 1831 | 1836 | 1841 | 1846 | 1851 |
| ---- | ---- | ---- | ---- | ---- | ---- | ---- | ---- | ---- |
| 627  | 688  | 706  | 712  | 751  | 780  | 776  | 778  | 751  |

| 1856 | 1861 | 1866 | 1872 | 1876 | 1881 | 1886 | 1891 | 1896 |
| ---- | ---- | ---- | ---- | ---- | ---- | ---- | ---- | ---- |
| 741  | 734  | 721  | 703  | 715  | 683  | 662  | 628  | 603  |

| 1901 | 1906 | 1911 | 1921 | 1926 | 1931 | 1936 | 1946 | 1954 |
| ---- | ---- | ---- | ---- | ---- | ---- | ---- | ---- | ---- |
| 560  | 542  | 518  | 426  | 383  | 414  | 401  | 372  | 377  |

| 1962 | 1968 | 1975 | 1982 | 1990 | 1999 | 2005 | 2006 | 2010 |
| ---- | ---- | ---- | ---- | ---- | ---- | ---- | ---- | ---- |
| 433  | 423  | 480  | 553  | 641  | 686  | 682  | 689  | 778  |

| 2015 | 2020 | 2022 | - | - | - | - | - | - |
| ---- | ---- | ---- | - | - | - | - | - | - |
| 721  | 729  | 739  | - | - | - | - | - | - |

## Lieux et monuments
- L'église Saint Vincent

« L'église, reconstruite en partie en 1833, vient d'être complétée par la reconstruction dans le style du XIIIe siècle de l'avant-nef ou porche au-dessus duquel s'élève un clocher terminé en flèche ». D'ordre toscan, elle forme une croix latine. Du côté nord on peut remarquer plusieurs inscriptions funéraires relatives à la famille Bertier. La chaire évoque le style du XVe siècle.
- Le château

C'est une construction élégante datant des premières années de l'Empire ; le château ancien avait appartenu aux seigneurs de Montréal, puis après de multiples cessions a été acquis par la famille Bertier (dont l'un des membres était chevalier de Saint-Louis et conseiller du roi).
- La croix de Pissechien

Cette croix est déjà indiquée sur les cartes de Cassini : elle rappelait un miracle survenu en 1240 à Marcilly
- Le château de Montjalin

Monte-Jalen, au XIIe siècle, était un manoir entouré de douves ; il occupait le point culminant de la région (310 mètres). Le château actuel, entouré d'un parc boisé, a été reconstruit avant la Révolution.

De nos jours les écuries du château sont un musée de voitures de chefs d'État, et le beau parc est en accès libre et gratuit.
- La Cerce

Au XIIIe siècle, le lieu s'appelait Sarces et possédait une léproserie dépendant de l'abbaye de Marcilly sur la commune de Provency
- Le Prieuré Saint-Jean

Cet ancien prieuré appelé Saint-Jean-des-Bons-Hommes fut fondé au milieu du XIIe siècle par Anséric de Montréal. Il dépendait de l'ordre de Grandmont. Selon Courtépée, en 1280 le prieuré comptait 13 moines et était une annexe de Vieuxpoux, dans le diocèse de Sens.
Les bâtiments, à partir de la Révolution, sont transformés en métairie et brûlent en 1846. Dès  1844 le fondateur de l'Abbaye de la Pierre-Qui-Vire, le père Muard avait souhaité racheter cet édifice. En 1905, les bâtiments qui subsistent menacent ruine, et la Société d’Études d'Avallon les achète pour les sauver.

Monuments de Sauvigny-les-Bois
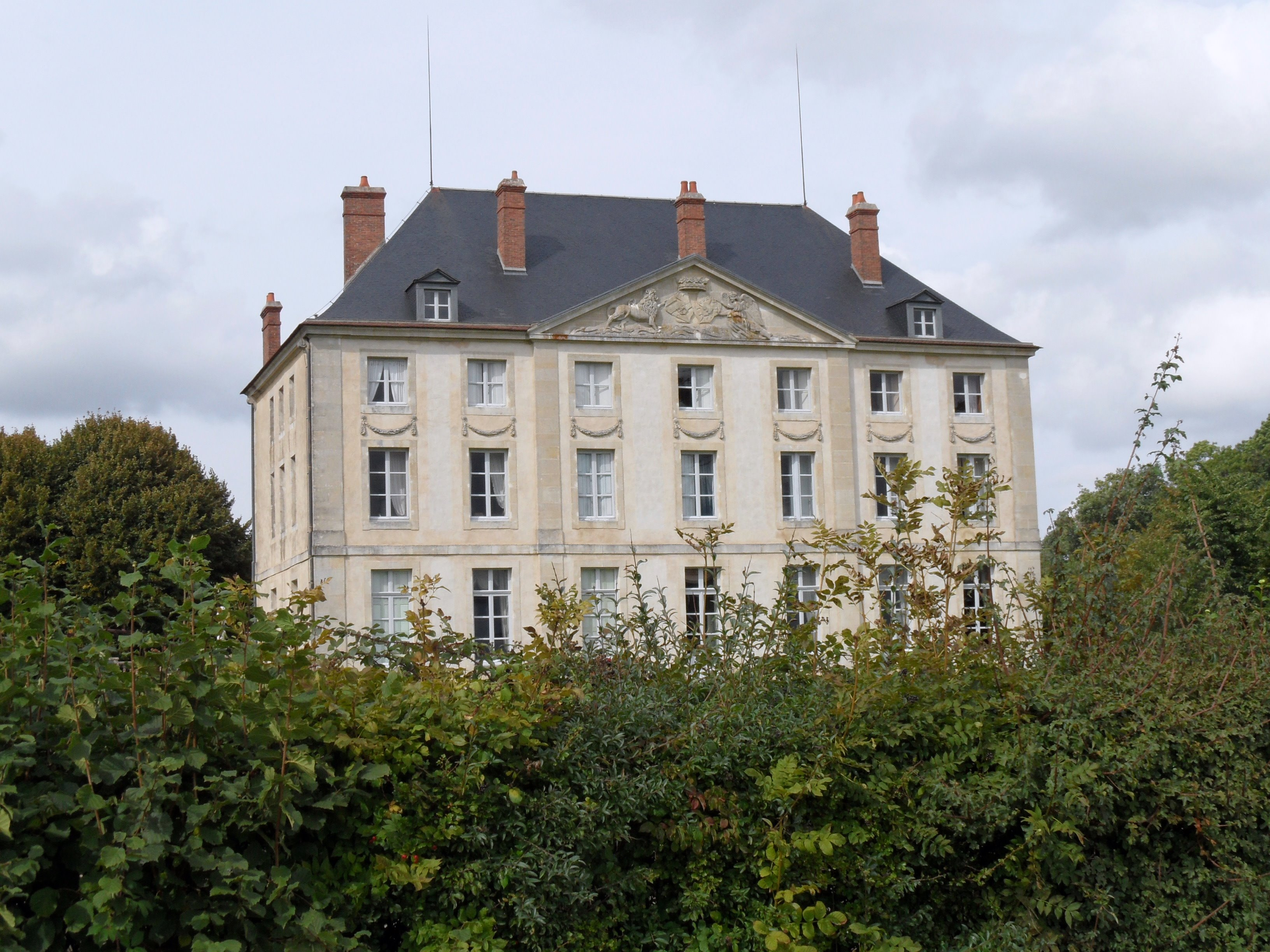
Château de Montjalin.
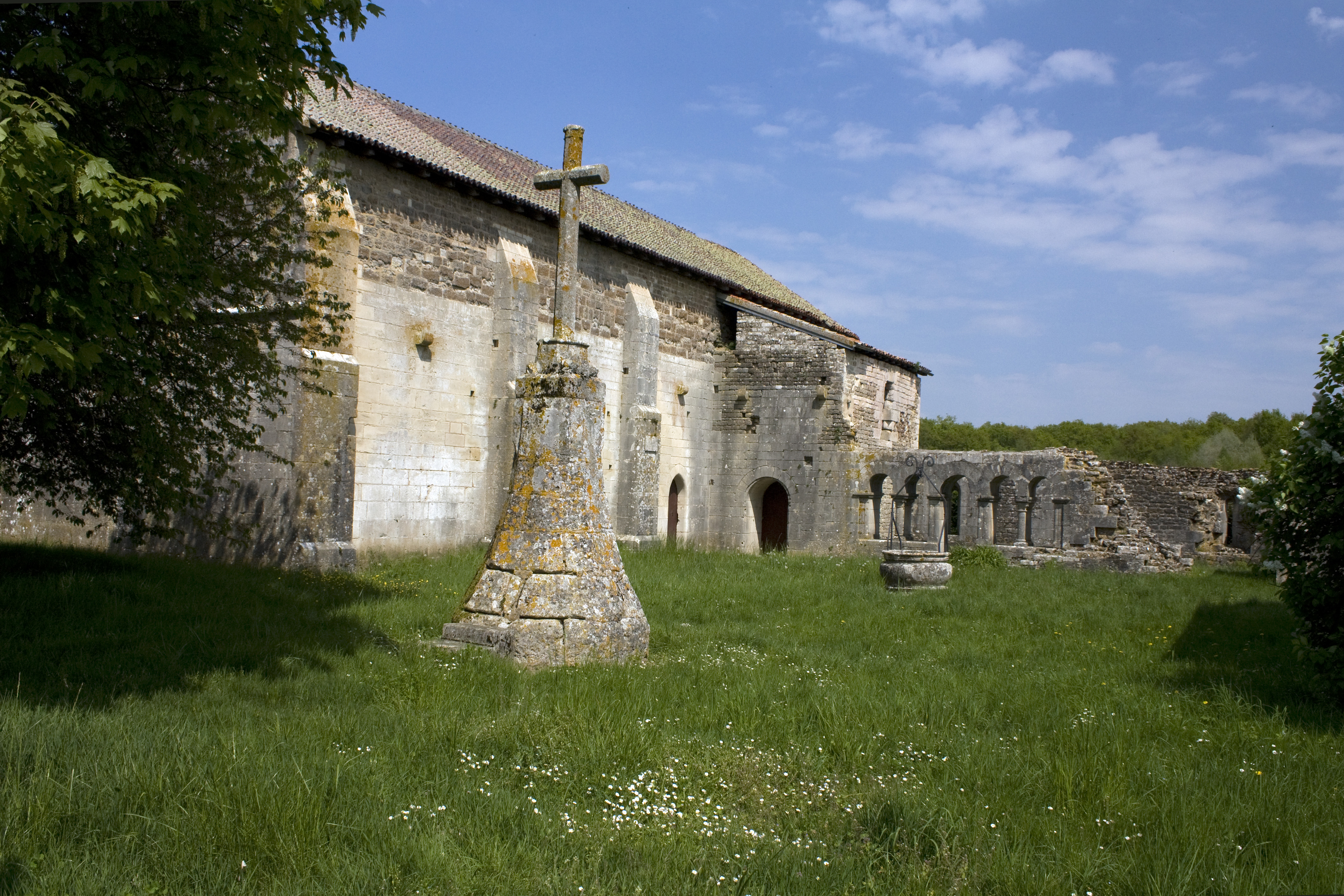
Prieuré Saint-Jean.

## Personnalités liées à la commune
- Henri Boucherat, journaliste, auteur dramatique et chansonnier, né à Noyers en 1851, y est mort en 1914.

## Activités économiques
L'activité s'est développée à Sauvigny, notamment dans les Zones Artisanales créées ces dernières années :
ZA de Grandmont
- Lyonnaise des Eaux
- Espace funéraire
- Plombier zingueur
- Garage automobile

ZA des Battées
- Péage, logistique autoroutière, gendarmerie : SAPRR (A6)
- Centre de tri, stockage et traitement de déchets : SITA Centre Est

## Pour approfondir